# 护国军魂传奇
《护国军魂传奇》，2011年中國電視劇，讲述的是民国期间的云南将军蔡锷，在推翻了清王朝的大时代下，为了阻止袁世凯复辟帝制与袁世凯展开的异常生死较量。蔡锷将军以他的个人魅力和维护民主的崇高追求，赢得了诸多武林好手的追随，其中有八极拳好手，有隐藏于大内的高手，也有青楼的民间奇女子。2011年6月4日湖北电视台综合频道黄金剧场全国首播，同年10月5日北京卫视上星。

## 演员表
| 演員   | 角色   |
| ------ | ------ |
| 于荣光 | 蔡锷   |
| 王力可 | 小凤仙 |
| 朱晓渔 | 李书文 |
| 高明   | 李经羲 |
| 张铁林 | 章太炎 |
| 丁海峰 | 雷宵   |
| 孙玮   | 大江诚 |
| 郑则仕 | 袁世凯 |
| 谢君豪 | 袁克定 |
| 施宁   | 老胡   |
| 刘涛   | 李根源 |
| 郭金   | 潘慧英 |
| 王兵   | 齐小五 |
| 方力申 | 郑平山 |
| 缪以琪 | 孙海川 |
| 赵文瑄 | 梁启超 |